# Крынский, Владимир Викторович
Владимир Викторович Крынский (укр. Володимир Вікторович Кринський; род. 14 января 1997, Чкаловское, Харьковская область) — украинский футболист, вратарь клуба «Простеёв».

## Клубная карьера
Родился 14 января 1997 года в посёлке Чкаловское Чугуевского района Харьковской области. В детско-юношеской футбольной лиге Украины выступал за Харьковское государственное высшее училище физической культуры (2010—2014).
После достижения 17-летнего возраста проходил просмотр в харьковском «Металлисте» и полтавской «Ворскле», однако в итоге подписал контракт с «Полтавой». Первые два года в команде молодой футболист попадал лишь в заявки на матч и на поле не выходил. Его дебют за «Полтаву» в рамках Первой лиги Украины состоялся 8 октября 2016 года в матче против ковалёвского «Колоса» (0:1). Принимал участие в Кубке Почежевского 2017 и 2018 годов. По итогам сезона 2017/18 команда заняла второе место в Первой лиге. В стыковых матчах полтавчане по сумме двух встреч оказались сильней одесского «Черноморца» и впервые добились права выступать в Премьер-лиге Украины. Тем не менее, незадолго до старта нового сезона клуб был расформирован, а все игроки получили статус свободных агентов.
Новым клубом Крынского стал донецкий «Олимпик», с которым он заключил трёхлетний контракт. В чемпионате Украины дебютировал 23 июля 2018 года в матче против «Черноморца» (1:2). Несмотря на то, что первоначально Крынского рассматривали как третьего вратаря, именно он стал основным стражем ворот «Олимпика» по ходу сезона. По итогам апреля 2019 года Крынский был признан болельщиками лучшим игроком команды. В июле 2020 года клуб разорвал контракт с вратарём по обоюдному согласию сторон.
В сентябре 2020 года стал игроком «Ингульца», который впервые вышел в Премьер-лигу.

## Карьера в сборной
В 2018 году Александром Головко вызывался в расположение молодёжной сборной Украины, однако в составе команды Крынский так и не сыграл.

## Достижения
- Серебряный призёр Первой лиги Украины: 2017/18

## Статистика
| Сезон   | Клуб             | Лига                 | Чемпионат | Чемпионат | Кубок | Кубок | Еврокубки | Еврокубки | U-21 | U-21 | U-19 | U-19 |
| Сезон   | Клуб             | Лига                 | Игры      | Голы      | Игры  | Голы  | Игры      | Голы      | Игры | Голы | Игры | Голы |
| ------- | ---------------- | -------------------- | --------- | --------- | ----- | ----- | --------- | --------- | ---- | ---- | ---- | ---- |
| 2016/17 | Полтава          | Первая лига Украины  | 19        | −24       | 2     | −1    |           |           |      |      |      |      |
| 2017/18 | Полтава          | Первая лига Украины  | 17        | −15       | 1     | −3    |           |           |      |      |      |      |
| 2018/19 | Олимпик (Донецк) | Премьер-лига Украины | 17        | −26       | 1     | −3    |           |           | 1    | −5   |      |      |
| 2019/20 | Олимпик (Донецк) | Премьер-лига Украины | 15        | −23       |       |       |           |           |      |      |      |      |
| 2020/21 | Ингулец          | Премьер-лига Украины | 4         | −8        |       |       |           |           |      |      |      |      |